# Bugaj (Biecz)
Bugaj ist eine Ortschaft mit einem Schulzenamt der Gemeinde Biecz im Powiat Gorlicki der Woiwodschaft Kleinpolen in Polen.

## Geschichte
Bis zum Jahr 1870 war es ein Weiler von Rozembark, danach eine separate Gemeinde im Bezirk Gorlice. Der sehr verbreite Ortsname ist vom Wort bugaj, meistens mit dem feuchten Grund in der Nähe von einem Fluss verbunden, abgeleitet (siehe auch die urslawische Etymologie im Namen des Flusses Bug).
1918, nach dem Ende des Ersten Weltkriegs und dem Zusammenbruch der k.u.k. Monarchie, kam Bugaj zu Polen. Unterbrochen wurde dies nur durch die Besetzung Polens durch die Wehrmacht im Zweiten Weltkrieg.
Von 1975 bis 1998 gehörte Bugaj zur Woiwodschaft Krosno.